# Villa Oleandra
Villa Oleandra è una storica residenza del XVIII secolo che si trova sul lago di Como in località Laglio.

## Storia
La villa è nota per essere dal 2002 di proprietà dell'attore  George Clooney che l'acquistò per 10 milioni di dollari dalla famiglia dell'imprenditore Henry John Heinz, il re del ketchup.
L'attore cercò senza successo di trasferirsi a Lierna, alla ricerca di maggiore privacy, e nel 2015 arrivarono già offerte di acquisto di dieci volte il valore iniziale, valutandola 100 milioni di euro, essendo rare le ville private di lusso sul lago di Como.